# Lizabeth Scott
Lizabeth Virginia Scott, född 29 september 1922 som Emma Matzo i Scranton i Pennsylvania, död 31 januari 2015 i Los Angeles i Kalifornien, var en amerikansk skådespelare. 

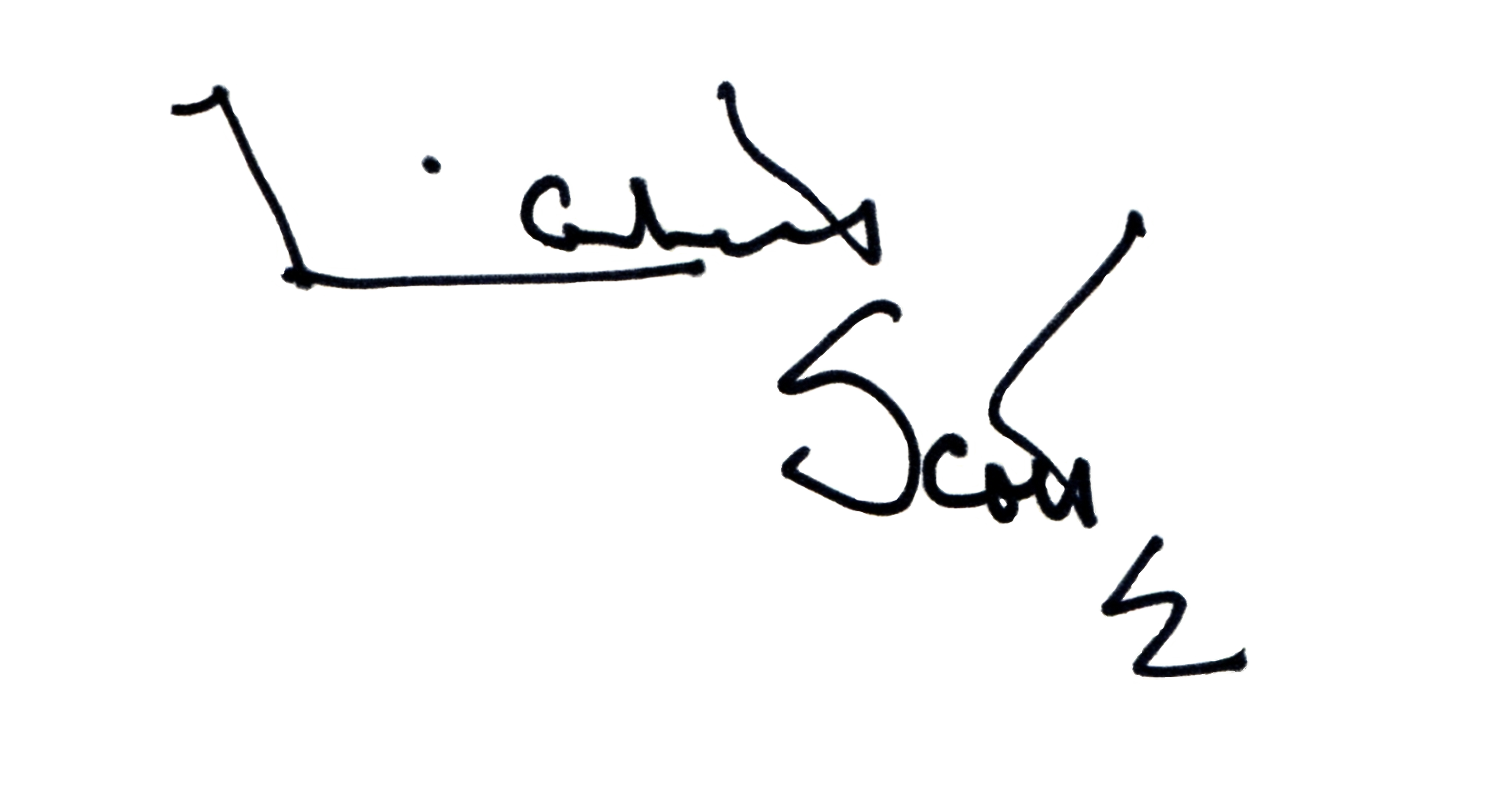
Lizabeth Scotts signatur.

Under åren 1945 till 1957 medverkade hon i 21 filmer för filmbolagen Hal B. Wallis och Paramount. Bland de mer kända av dessa är Noirfilmerna Fallet Martha Ivers (The Strange Love of Martha Ivers) 1946, Heta dagar (Dead Reconing) 1947 mot Humphrey Bogart och Med berått mod (Too Late for Tears) 1949.
Enligt filmhistorikern Eddie Muller har ingen aktris medverkat i så många noirfilmer, femton stycken, som Lizabeth Scott och med sin sensualitet och hesa röst passade hon väl som femme fatale i denna genre.
Under sent 1940-tal spelade hon i Ökenstaden (Desert Fury) mot Burt Lancaster, Jag kämpar ensam (I Walk Alone) mot Lancaster och Kirk Douglas, Fallgropen (Pitfall) mot Dick Powell och Raymond Burr och 1950 i Mörk stad (Dark City) mot Charlton Heston och Viveca Lindfors. 1957 spelade hon även mot Elvis Presley i dennes andra film Ung man med gitarr (Loving You).